# Renault 15/17
Renault 15/17 — спорткар, выпускавшийся с июля 1971 по август 1979 года французской компанией Renault. В Италии автомобиль продавался под индексом R177, уважая суеверие гептадекафобии.

## Описание
Renault 15 и 17 были представлены в октябре 1971 года на Парижском автосалоне. По сути, автомобили являются купеобразными версиями Renault 12.
Основные различия между двумя автомобилями заключаются в конфигурации фар (у Renault 15 были две прямоугольные фары, а у Renault 17 — четыре круглые) и задних боковых стёклах. На некоторых рынках Renault 17 в версии TL продавался с прямоугольными фарами.
В 1974 году Renault 17TS был переименован в «17 Gordini». Это новое название было попыткой заполнить пробел, оставленный недавно снятым с производства Renault 12 Gordini, и ничего не было изменено, кроме эмблемы.
В марте 1976 года автомобиль прошёл небольшой феслифтинг. Хромированная радиаторная решётка уступила место той, которая окрашивалась в цвет кузова. Фары были увеличены и вынесены вперёд прямо на один уровень с окантовкой. Частично хромированный передний бампер теперь изогнут вверх по краям примерно до половины высоты радиаторной решётки.
Renault 15 и Renault 17 выпускались до лета 1979 года, когда их преемником стал Renault Fuego.

## Технические характеристики
| Модель           | Код   | Двигатель          | Топливо       | Объём            | Мощность                           | Максимальная скорость | Соотношение мощности к массе |
| ---------------- | ----- | ------------------ | ------------- | ---------------- | ---------------------------------- | --------------------- | ---------------------------- |
| 15 TL 15 GTL     | R1300 | Type 810-10 810-05 | Этилированное | 1,3 л (1289 см3) | 44 кВт (59 л. с.) при 5500 об/мин  | 150 км/ч (93 миль/ч)  | 16,10 кг/л. с.               |
| 15 TS 17 TL      | R1302 | Type 807-10        | Этилированное | 1,6 л (1565 см3) | 66 кВт (89 л. с.) при 5800 об/мин  | 170 км/ч (106 миль/ч) | 11,17 кг/л. с.               |
| 17 TS 17 Gordini | R1313 | Type 807-12        | Этилированное | 1,6 л (1647 см3) | 79 кВт (107 л. с.) при 6000 об/мин | 180 км/ч (112 миль/ч) | 9,77 кг/л. с.                |

## Галерея
- Renault 15 (1971—1976)
- Renault 17 Coupé (1976—1979)
- 1972 Renault 17 (США)
- 1972 Renault 15/17 (кабриолет)